# Karl Gruber
Karl Gruber (Innsbruck, 3 de maio de 1909 – Innsbruck, 1 de fevereiro de 1995) foi um engenheiro, diplomata e político austríaco.
Durante a Segunda Guerra Mundial, trabalhou para uma empresa alemã em Berlim.
Após o fim da guerra em 1945, foi Landeshauptmann do Tirol antes de ser nomeado ministro das Relações Exteriores da Áustria, cargo que desempenhou até 1953.
Seguidamente, Karl Gruber foi nomeado embaixador ds Áustria nos seguintes países::
- nos Estados Unidos de 1954 a 1957 e de 1969 a 1972,
- na Espanha de 1961 a 1966,
- na República Federal da Alemanha em 1966,
- na Suíça de 1972 a 1974.

Foi também um dos signatários do Acordo De Gasperi-Gruber, relativo à população de língua germânica da região italiana do Tirol do Sul.